# Handball-Oberliga Sachsen 1992/93
Die Handball-Oberliga Sachsen 1992/93 wurde unter dem Dach des Handball-Verbandes Sachsen (HVS) organisiert. Sie war die höchste Spielklasse des Landesverbandes Sachsen und wurde hinter der Regionalliga als vierthöchste Spielklasse im deutschen Ligensystem eingestuft.

## Saisonverlauf
Die Oberliga Sachsen 1992/93 war die zweite Ausspielung der Handball-Oberligasaison. Meister wurde der HSV Dresden, der sich damit auch für die Regionalliga Süd 1993/94 qualifizierte.

### Modus
Es wurde eine Hin- und Rückrunde gespielt. Nach Abschluss der daraus resultierenden 26 Spieltage stieg der Sachsenmeister in die Regionalliga Süd auf, während die letzten drei Mannschaften in die Verbandsligen absteigen mussten.

## Teilnehmer und Platzierungen
Nicht mehr dabei waren Auf- und Absteiger der Vorsaison. Neu hinzu kamen die Absteiger (A) aus der Regionalliga Süd und die Aufsteiger (N) aus der Verbandsligen. 

### Männer
 1. HSV Dresden (A)
- 2. ESV Delitzsch
- 3. SC Leipzig II
- 4. ISG Hagenwerder
- 5. BSV Limbach-Oberfrohna
- 6. ESV Lok Leipzig-Mitte
- 7. TuS SMB Chemnitz
- 8. SV 04 Plauen-Oberlosa
- 9. Zwönitzer HSV 1928 (A)
- 10. SC Motor Meerane
- 11. EHV Aue II

 12. ESV Dresden

 13. SV Lokomotive Schleife

 14. SV Turbine Leipzig (N)

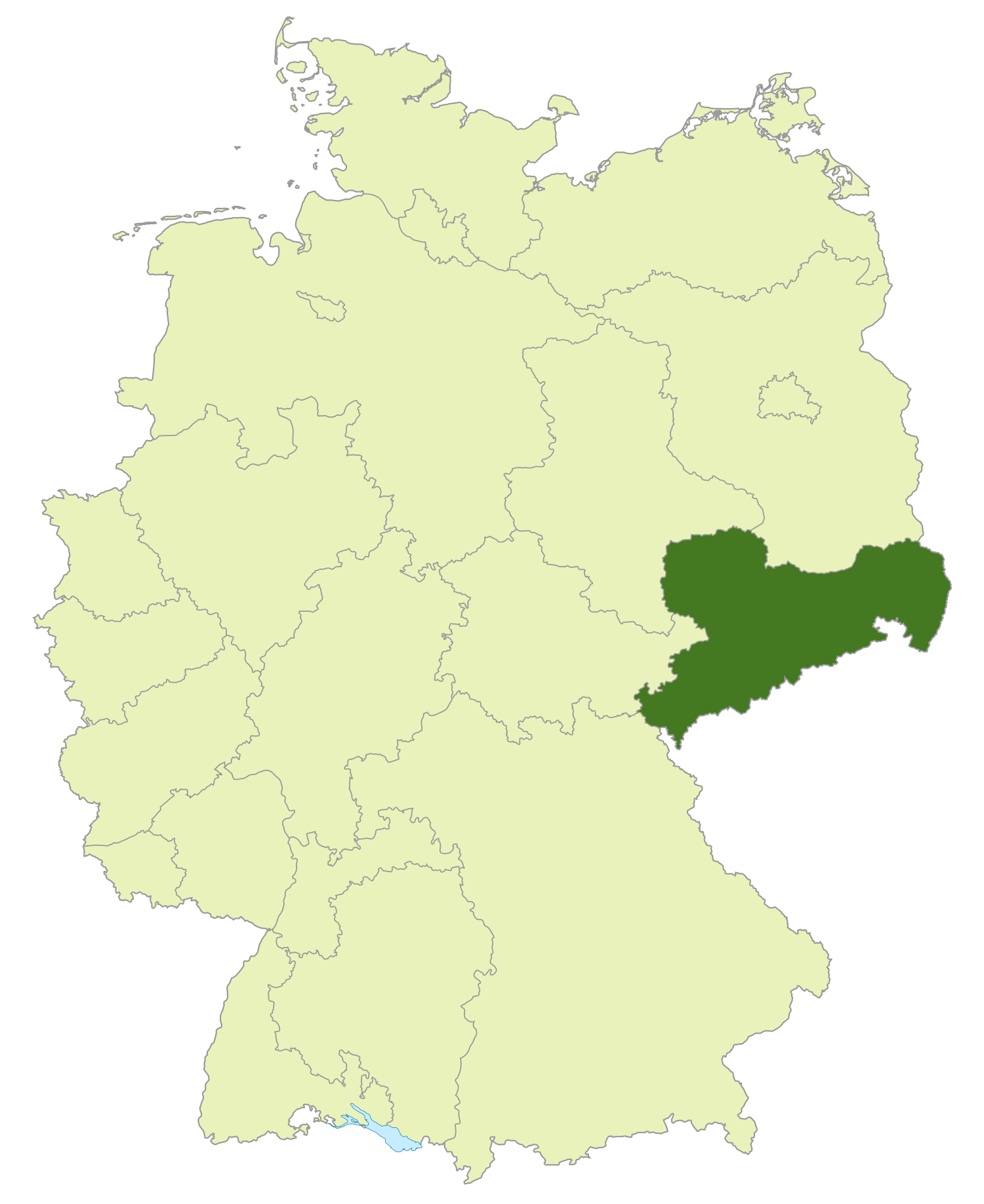
Bereich „Handball-Verband Sachsen“ (grün)

(A) = Absteiger aus der Regionalliga Süd (N) = neu in der Liga

 Sachsenmeister und Aufsteiger zur Regionalliga Süd 1993/94
- Für die Oberliga  1993/94 qualifiziert